# Condado de Jefferson (Iowa)
O Condado de Jefferson é um dos 99 condados do estado norte-americano do Iowa. A sede do condado é Fairfield, que é também a sua maior cidade. O condado tem uma área de 1131 km² (dos quais 4 km² estão cobertos por água), uma população de 16 181 habitantes, e uma densidade populacional de 14 hab/km² (segundo o censo nacional de 2000). O condado foi fundado em 1839 e o seu nome é uma homenagem a Thomas Jefferson, presidente dos Estados Unidos.